# Komplexität

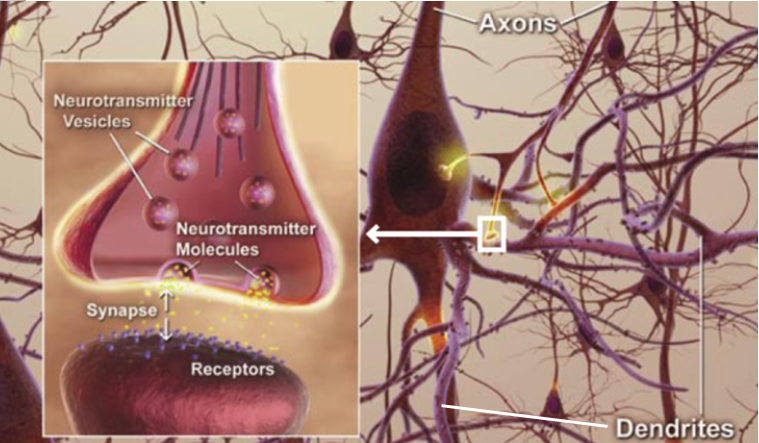
Komplexität bezieht sich vor allem auf die veränderlichen Verknüpfungen zwischen Elementen: beispielsweise den 100 Billionen Synapsen im Gehirn eines erwachsenen Menschen, die sich etwa durch Lernprozesse ständig auf-, ab- und umbauen (Neuronale Plastizität)

Komplexität (lateinisch complexum, Partizip Perfekt Passiv von complecti „umschlingen“, „umfassen“ oder „zusammenfassen“) bezeichnet eine große Anzahl und Unterschiedlichkeit von Elementen, die untereinander in vielfältigen Wechselbeziehungen, Strukturen und Prozessen in einem Gesamtzusammenhang stehen.
Im allgemeinen Sprachgebrauch fand das Wort seit den 1970er Jahren zunehmende Verbreitung. Neben dem „hohen Maß an Vielschichtigkeit“ wird das Adjektiv komplex häufig im Sinne von kompliziert verwendet, obwohl Letzteres von Komplikation abgeleitet ist und meist die subjektive Bewertung einer Situation betrifft, während Komplexität eine objektive Eigenschaft verschiedener Systeme erfasst; beide Begriffe demnach nicht synonym sind.
Praktisch alle Wissenschaften setzen sich heute mit komplexen Phänomenen auseinander. Fachsprachlich wird demnach eine Vielzahl unterschiedlicher Begriffsdefinitionen angeboten. Aufgrund der Tiefgründigkeit des Begriffes, der nicht auf einfache Prinzipien reduziert werden kann, ist die folgende Beschreibung lediglich als exemplarische Zusammenfassung der häufig übereinstimmenden Merkmale zu verstehen:
- Komplexität ist ein nicht trennscharf abgrenzbarer und nicht vollständig beschreibbarer[A 3] Zustand uneinheitlicher und sich im Zeitablauf ständig wandelnder Vorgänge oder entsprechender komplexer Systeme,[A 4][B 2] die einen Gesamtzusammenhang aus einer unmessbaren Vielzahl von miteinander auf mannigfaltige Art und Weise wechselwirkenden Elementen bilden.[A 5][B 3] Komplexität tritt in vernetzten Strukturen auf – sodass auch bei kleinsten Eingriffen immer mehrere Einzelteile betroffen sind[A 6][B 4] – und komplexe Prozesse sind nichtlinear und diskontinuierlich.[A 7] Infolgedessen sind sie nur in Grenzen vorhersagbar, da es nicht nur eine geradlinig festliegende Entwicklungsmöglichkeit gibt, sondern unzählige – mit völlig unterschiedlichen Auslösern, Rückkopplungen, Phasenübergängen[2] und gänzlich neuen Eigenschaften bis hin zur „Aufweichung von Ursache-Wirkungsketten“.[A 8][B 5]

Komplexe Ordnungen sind ständig im Wandel. Die Zunahme von Komplexität wird als „positive“, die Abnahme als „negative“ Komplexifikation bezeichnet.
Oftmals offenbart sich die tatsächliche Komplexität eines Sachverhaltes durch den Aufwand (Anzahl der Methoden, Werkzeuge und Medien), der zu seiner modellhaften Darstellung betrieben werden muss. Dies wird als deskriptive Komplexität bezeichnet. Es gibt auch Stimmen, die Komplexität nicht für eine objektive Eigenschaft halten, sondern für eine subjektive Einschätzung eines Beobachters sowie der Sprache, die gewählt wird, um dies zu beschreiben.
In der Regel ist die Vielzahl von Elementen nur die Grundlage für Komplexität. Erst die weitaus höhere Zahl von Verknüpfungen zum Informations-, Stoff- oder Energieaustausch zwischen den Elementen führt zu Komplexität. Sie sind aus verschiedenen Gründen deutlich schwieriger zu untersuchen als die Elemente: Zeitliche Vorgänge sind in solchen Zusammenhängen entscheidender als die räumlichen Strukturen. Die ständigen Veränderungen unterliegen intrinsischen – oftmals chaotischen – Gesetzmäßigkeiten, die dem Zusammenhalt eines Ganzen dienen, sodass ein Verständnis nur entstehen kann, wenn die Grenzen des Ganzen und seine Regeln bekannt sind. Selbst dann bleiben jedoch viele Wirkungen unverstanden oder werden dem Zufall zugeschrieben.
Einige Autoren sind der Ansicht, dass Komplexität nicht definiert werden kann, weil sie keine objektive Eigenschaft sei, sondern vor allem von der Auffassung und sprachlichen Beschreibung eines Beobachters abhängt.

## Verständnis
Eine wesentliche Voraussetzung zur Beschreibung komplexer Zusammenhänge, die zwangsläufig mit einer hohen Abstraktion einhergehen müssen, ist daher die Verwendung einer sehr präzisen Sprache mit klar definierten Begriffen ohne herkömmliche Vorstellungen. Ein Beispiel ist die häufige Vermischung der Begriffe Struktur, Ordnung und Organisation.
Komplexität ist ein Phänomen, dessen wissenschaftliche Untersuchung gleichsam immer komplexeres Denken verlangt und fördert: Die verbreitete reduktionistische Methodik („Untersuche die Teile, um das Ganze zu verstehen“) ist dabei nicht zielführend, da bei der Analyse der Einzelteile die Wirkungen zwischen den Teilen verloren gehen (vergleiche Ganzheitlichkeit und Holismus). Dies gilt auch in dem Sinne, dass die Grenzen zwischen Beobachter und Beobachtetem verschwimmen, je tiefer man „in die Materie“ eindringt.
Komplexe Phänomene erfordern in der Kommunikation ein hohes Maß an Vorstellungsvermögen, da sie in unserer herkömmlichen Erfahrungswelt häufig als unverständlich und überfordernd wahrgenommen werden. Dies illustriert etwa die irrtümliche Gleichsetzung von Wetter und Klima und der daraus folgende Trugschluss einiger Klimawandelleugner, dass Klimaprognosen für viele Jahrzehnte unmöglich seien, da bereits Wettervorhersagen über mehr als 14 Tage als unseriös gelten. Dabei wird die tägliche Erfahrung aus der Wettervorhersage – der „Mikroebene“ – auf das Klima – die „Makroebene“ – übertragen. Es fehlt die Vorstellung, dass die riesige Zahl unterschiedlichster Wetterereignisse auf der Erde zusammengenommen das irdische Klimasystem bilden, für das als komplexes Ganzes wiederum ganz andere Gesetzmäßigkeiten gelten als für das wechselhafte Wetter an einem beliebigen Ort. Wetterprognosen beziehen sich auf konkrete Ereignisse, die für kurze Zeiträume relativ gut vorhersagbar sind – Klimaprognosen ermitteln hingegen Wahrscheinlichkeiten für Entwicklungen, die (nach heutigem Kenntnisstand und langjährigen Abgleichen früherer Prognosen) eine sehr große Treffsicherheit erzielen. Das Nicht-Verstehen von Komplexität ist ein wesentlicher Grund für Wissenschaftsleugnung.

## Begriff
Bei dem Begriff handelt es sich um ein Kompositum aus der Präposition lateinisch cum „mit“, oder „zusammen mit“ und plectere „flechten“ oder „ineinanderfügen“ im Sinne von „verflochten“, „verwoben“, „verschlungen“. Im Laufe der Zeit wurde das Wort Complexus verwendet, um etwas zu bezeichnen, das aus verschiedenen Teilen besteht, die miteinander verbunden und voneinander abhängig sind.
Während der Begriff im Alltagsgebrauch oftmals synonym für Kompliziertheit, Zufall oder Chaos verwendet wird und seit den 1970er Jahren immer beliebiger genutzt wird, liegt die Bedeutung in der Bildungssprache eher bei „Vielschichtigkeit“ oder „hohem Vernetzungsgrad“.
Als wissenschaftlicher Fachbegriff wird Komplexität 1934 von dem französischen Philosophen Gaston Bachelard eingeführt, der für die Wissenschaft eine Abkehr vom cartesianischen Denken fordert, bei dem komplizierte Situationen in ihre Bestandteile zerlegt werden, um sie zu verstehen. Kompliziertheit bezog er dabei auf im Grunde einfache Sachverhalte mit linearen, kontinuierlichen und bis ins Detail vorhersehbaren Entwicklungen, die lediglich nicht offensichtlich sind und die Aufwand erfordern, um sie erkennbar zu machen. Die Aufgabe der modernen Wissenschaft sah er jedoch darin, die vielen komplexen Situationen zu erforschen, die einen gewissen Mangel an Einfachheit sowie ein chaotisches Verhalten aufweisen, sodass sich ihr Verhalten nicht allein aus dem Verständnis der Einzelteile ableiten lasse.
1948 veröffentlichte der Informationswissenschaftler Warren Weaver den bahnbrechenden Artikel „Science and Complexity“, der Bachelards Forderung für die Physik konkretisierte. 1968 schuf der Biologe Ludwig von Bertalanffy die erste Systemtheorie als Grundlage zur Erforschung komplexer Phänomene.

### Komplex und/oder kompliziert
In der Alltagssprache werden beide Bezeichnungen zumeist synonym verwendet, bisweilen mit dem Unterschied, das komplizierte Dinge noch enträtselt werden können, während komplexe sich jeglicher Erkenntnis entziehen. Da wir die wenigsten Dinge wirklich verstehen, wird komplex zu einer inhaltsleeren Vokabel, die nur noch unser Unvermögen ausdrückt.
Kompliziertheit drückt vor allem einen subjektiven Eindruck von einer Sachlage aus, der einem Beobachter unklar erscheint. Insofern sagt der Begriff vor allem etwas über die Person aus, der möglicherweise Wissen, Können, Intelligenz oder Hilfsmittel fehlen, um den Sachverhalt erfassen zu können.
Fachsprachlich handelt es sich jedoch um zwei klar voneinander getrennte Begriffe, die verschiedene Dimensionen betreffen:
Kompliziert kommt von Komplikation und benennt Situationen, die sehr viele Aspekte haben, womit sie entweder ineffektiv sind (wenn viele Aspekte davon unnötig wären) oder bei der neue Aspekte auftreten, die eine Situation nachträglich (unerwartet) verändern. Entscheidend ist dabei, dass solche Situationen trotz allem – mit zusätzlichem Aufwand – ausreichend verstanden oder beherrscht werden können.
Komplexe Situationen hingegen entziehen sich der Beherrschung vollends und lassen nur ein modellhaftes Verständnis zu, da ihre Gesetzmäßigkeiten, Wirkungen und Entwicklungen nicht aus den einzelnen Aspekten selbst hervorgehen, sondern als gänzlich neue Phänomene erst durch das Zusammenwirken verschiedener Aspekte entstehen (siehe Emergenz). Daher reicht die Kenntnis der Teile auf der Mikroebene nicht aus, um daraus das Verhalten auf der Makrobene ableiten zu können.
Nach dieser begrifflichen Differenzierung kann es sowohl komplexe Situationen geben, die nicht kompliziert sind – als auch nicht komplexe Situationen, die kompliziert sind. Ersteres liegt zum Beispiel vor, wenn man das Verhalten von Menschen im Straßenverkehr analysiert: Die Bedingungen sind aufgrund der vorgegebenen Verkehrsregeln einfach zu durchschauen und damit nicht kompliziert. Das Verhalten der Verkehrsteilnehmer ist jedoch je nach Verkehrsdichte sehr unterschiedlich, sodass die Verkehrsströme unterschiedliche Muster bilden. Dies wird als Selbstorganisation bezeichnet und ist ein Merkmal komplexer Systeme. Zweiteres wäre etwa die Handlung eines Romans mit vielen Akteuren, etlichen Handlungssträngen und unerwarteten Wendungen: Dies ist kompliziert, da der Text jedoch unveränderlich in einem Buch steht und die Worte jederzeit das Gleiche bedeuten, kann von Komplexität keine Rede sein.

## Definitionen
„Complexity is in itself a complex notion that combines compositional, structural, and functional elements.“

Der Begriff wird je nach Autor und Wissenschaftsgebiet unterschiedlich definiert. Da Begriffe Abgrenzungen benötigen, veränderliche und unklare Grenzen jedoch zum Wesen von Komplexität gehören, gibt es keinen allgemein anerkannten Komplexitätsbegriff. Nach Niklas Luhmann kann eine Definition grundsätzlich über die beiden Begriffe „Element“ und „Beziehung“ erfolgen.
Der Ökonom Peter Ulrich bezeichnet mit der Komplexität einer Situation die Vielfalt der einwirkenden Faktoren und das Ausmaß ihrer gegenseitigen Interdependenzen und charakterisiert diese als Merkmal schlecht strukturierbarer Entscheidungssituationen. Komplexität ist eine mögliche Form eines Gegenteils von Einfachheit, Determinierbarkeit und der Überschaubarkeit.
Die Komplexität eines Sachverhaltes wird widergespiegelt durch die Menge der Details, die sich von allen anderen Details des Sachverhalts so unterscheiden, dass es keine vereinfachende Abstraktion gibt, die den Detaillierungsgrad verkleinert. Komplexität wird auch geschaffen durch sich widersprechende Zielsetzungen, Dilemmata und nicht determinierbares Verhalten autonomer Systemeinheiten und ist ein wesentliches Merkmal von sozialen, gesellschaftlichen und kulturellen Systemen.
- In der Systemtheorie werden komplexe Systeme durch eine Reihe charakterisierender Eigenschaften beschrieben. Die Komplexität eines Systems steigt mit der Anzahl an Elementen, der Anzahl an Verknüpfungen zwischen diesen Elementen sowie der Funktionalität und Unüberschaubarkeit dieser Verknüpfungen (zum Beispiel Nicht-Linearität).[8]
- Der Umgang mit wirtschaftlicher, organisatorischer und technischer Komplexität gehört zum Themengebiet Komplexitätsmanagement (Komplexitätsreduktion). Aber auch die Bewältigung des Alltags erfordert heute Techniken des Komplexitätsmanagements wie exakte Terminplanung, bewusste Selektion unter vielen verfügbaren Optionen – z. B. von Fernsehprogrammen mittels Programmzeitschrift – oder gar den Kauf kompletter Problemlösungen von professionellen Beratern.

Wenn Komplexitätseindruck in erster Instanz eine Wahrnehmungsschwierigkeit widerspiegelt, weil die Zahl der Verknüpfungsmöglichkeiten eines Systems nicht mehr überschaubar und die Kausalität zwischen ihnen nicht mehr erkennbar ist, kann dies zwei Ursachen haben: Mangel an Abhängigkeiten und Ordnung in der externen Welt (ontologische Komplexität) und Überforderung der menschlichen Wahrnehmungsmittel durch Vielzahl und Vielfalt von bestehender Abhängigkeiten und Ordnung (epistemologische Komplexität).
Nahe verwandte Gegensatzbegriffspaare der ontologischen und epistemologische Komplexität sind jeweils die von Warren Weaver vorgeschlagenen Begriffspaare der „unorganisierten Komplexität“ und „organisierten Komplexität“.

### Grenzen der Definierbarkeit
Es gibt Ansichten, dass der Begriff „Komplexität“ autologisch sei, das heißt, dass man ihn auf sich selbst beziehen könne: Der Begriff der Komplexität sei selbst komplex.
Matti Miestamo unterscheidet „relative“ und „absolute Komplexität“: „I identify two different approaches to complexity; the absolute one – complexity as an objective property of the system, and the relative one – complexity as cost/difficulty to language users.“

## Untersuchungsgebiete

### Entwicklung von Komplexität
„Viele Menschen haben vorgeschlagen, dass Komplexität am Rande des Chaos entsteht, aber niemand konnte dies ganz klar sagen.“

Da sich Natur und Gesellschaft im Laufe der Zeit in aufeinanderfolgenden und hierarchisch aufeinander aufbauenden Evolutionsprozessen entwickelt haben, hat sich die seit dem hypothetischen Urknall ständig wachsende Komplexität der Welt von selbst entwickelt.

### Gesellschaft
Joseph Tainter argumentiert, dass die in primitiven Gesellschaften bestehende Möglichkeit, Probleme z. B. der Ressourcenknappheit einfach durch Wanderung (durch horizontale Ausbreitung) zu lösen, in sesshaften, entwickelten und komplexen Gesellschaften nicht existiert. Hier müsse man eine „vertikale“ Lösung finden, d. h. eine höhere Form hierarchischer Kontrolle entwickeln, also etwa mehr Steuern erheben, sich in Formalismen flüchten, die Bürokratie oder das Heer vergrößern, die Eliten noch stärker begünstigen usw. So entsteht eine Spirale wachsender Komplexität und wachsender Komplexitätskosten, wobei die Investitionen in die immer komplexer werdenden Problemlösungsstrategien einen sinkenden Ertrag pro Investitionseinheit erzielen. An diesem Punkt sei ein gesellschaftlicher Kollaps sogar sinnvoll; er führe zu einem Verschlankungsprozess.
Nach Friedrich von Hayek entstehen die komplexen Strukturen der menschlichen Gesellschaft und die damit verbundene nichtlineare Soziodynamik einerseits spontan im Rahmen selbstorganisierter, emergenter sozialer Prozesse und andererseits als Ergebnis eines bewussten gesellschaftlichen Entwurfs. Letzterer startet mit einer gewissen Struktur, entwickelt sich dann aber durch die spontanen sozialen Prozesse selbstorganisiert weiter. Diese Kombination aus bewusstem Entwurf und selbstorganisierter Weiterentwicklung hat er „erweiterte Ordnung des menschlichen Zusammenwirkens“ genannt.

### Organisationen
Die Komplexität von Organisationen steigt nach Auffassung der Organisationstheorie mit dem Ausmaß ihrer funktionalen Differenzierung und der damit verbundenen Arbeitsteilung, Wachstum, Spezialisierung, Professionalisierung und Dezentralisierung. Damit wächst auch die Vielfalt der in der Organisation vorhandenen Informationen und Handlungsprogramme zur Handhabung von Ereignissen der äußeren (z. B. Märkte, Politik) und innerorganisatorischen Umwelt (Subjektivität der Mitarbeiter). Unkontrollierte Komplexität in einer Organisation führt zu Effizienzmängeln, hemmt Innovationen, bindet Ressourcen in unproduktiven bürokratischen Prozessen und steigert die Kosten. Zu geringe Komplexität einer Organisation im Verhältnis zur Komplexität ihrer Umwelt führt ebenfalls zu Funktionsdefiziten.
Systemdifferenzierung durch Bildung von Untersystemen stellt zwar einen Versuch dar, die von ihnen jeweils bearbeitete Komplexität zu reduzieren; gleichzeitig erhöht sie jedoch die Gesamtkomplexität der Organisation.

### Großtechnische Systeme
Charles Perrow analysiert aus soziologischer Perspektive die Versuche, komplexe und riskante (Groß-)Technologien sicherer zu machen, anhand einiger prägnanter Beispiele (z. B. Radar, Kernkraftwerke) und zeigt, dass die Maßnahmen, die darauf zielen, Risiken durch Einbau oder Nachrüstung von Sicherheitstechnik zu beherrschen, oft nur zu einer weiteren Steigerung der Komplexität und zu unkontrollierbaren Interaktionen von Elementen auf engem Raum („Engkopplung“) führen. So löste z. B. die Einführung des Radars in seiner Anfangszeit immer mehr Ausweichreaktionen im Schiffsverkehr aus, was die wechselseitige Unvorhersehbarkeit der Schiffsbewegungen weiter steigerte.

### Mathematik
Die Analyse der Komplexität in der Mathematik ist Sache der Komplexitätstheorie (englisch complexity theory) bzw. Systemtheorie, die aber von der Komplexitätstheorie im informatischen Sinn abzugrenzen ist.
Daneben analysiert und misst die Kombinatorische Spieltheorie die Spiel-Komplexität mit folgenden Metriken:
- Zustandsraum-Komplexität
- Spielbaumgröße
- Entscheidungs-Komplexität
- Spielbaum-Komplexität
- Rechenaufwand

### Informatik
In der theoretischen Informatik beschreibt die Komplexitätstheorie ein Konzept zur Abschätzung des Ressourcenaufwandes zur algorithmischen Behandlung bestimmter Probleme. Die Komplexität ist dann groß, wenn einerseits sehr viele und andererseits in der Summe sehr komplizierte Details zu behandeln sind.

### Technologie
Aufgrund des technischen Fortschritts hat die Komplexität von technischen Produkten stark zugenommen, insbesondere durch die Integration von elektronischen Steuergeräten. So sind in einem Fahrzeug heute bis zu 50 Steuergeräte eingebaut, die untereinander vernetzt sind und miteinander kommunizieren. Dies erhöht zugleich auch die Komplexität der technischen Dokumentation und hat eine erhöhte Komplexität der Produktionsplanung und -steuerung zur Folge.

### Komplexitätswissenschaften
Folgende Fachgebiete (mit bedeutenden Vertretern) werden zusammen als so genannte Komplexitätswissenschaften bezeichnet.:
- Systemwissenschaften

Ludwig von Bertalanffy, Kenneth Ewart Boulding, Stafford Beer, Jay Wright Forrester, W. Ross Ashby, Frederic Vester, Peter M. Senge, Mervin Joe Kelly, Fritjof Capra
- Physik/Chemie

Ilya Prigogine, Erich Jantsch, Niels Bohr, Werner Heisenberg, Murray Gell-Mann, David Bohm, Douglas R. Hofstadter, Michel Baranger
- Biologie

Rupert Riedl, Gregory Bateson, Francisco J. Varela, James Grier Miller, Warren McCulloch, Stuart Kauffman, Heinz von Foerster, Christopher Langton, Valentin Braitenberg
- Informatik

John H. Holland, Rodney A. Brooks
- Mathematik

George Spencer-Brown, Kurt Gödel, Norbert Wiener
- Spieltheorie

Robert Axelrod, John Maynard Smith, Roy Rappaport, Thomas Schelling
- Sozioökonomie

Kenneth Arrow, Niklas Luhmann, Friedrich August von Hayek
- Psychologie

Théodore Simon, Dietrich Dörner, Ronald D. Laing, Fritz B. Simon, Paul Watzlawick
- Philosophie

Alfred North Whitehead, Michael Polanyi, Humberto R. Maturana